# E58 (trasa europejska)
E58 – trasa europejska pośrednia wschód-zachód, kategorii A, biegnąca przez wschodnią Austrię i południową Słowację.
E58 zaczyna się w Wiedniu, gdzie łączy się z trasami E49, E461, E59 i E60. W Austrii biegnie szlakiem autostrady A4 od węzła Simmeringer Haide do węzła Fischamend, a następnie drogi federalnej nr 9 do granicy państwowej Berg – Bratislava-Petržalka. Na Słowacji E58 biegnie szlakiem drogi krajowej nr 61 i zaraz za granicą państwową, na obszarze Bratysławy, łączy się z trasami europejskimi E65 i E75.
Ogólna długość trasy E58 wynosi około 79 km, z tego 78 km w Austrii, 1 km na Słowacji.